# Samuele Aboab
Samuele Aboab (Venezia, 1610 – Venezia, 22 agosto 1694) è stato un rabbino italiano.

## Biografia
Iniziò molto presto lo studio della letteratura rabbinica e a 13 anni divenne il pupillo del dotto David Franco. Da lui Aboab ricevette quella disposizione intellettuale che seguì per tutta la vita. A 18 anni sposò Mazzal-Tob, la figlia senza dote di Franco, cosa che a quel tempo costituiva un avvenimento inusuale.
Fu dapprima nominato rabbino di Verona, dove presto lo raggiunsero il padre e i fratelli; qui raggiunse una tale reputazione che arrivarono discepoli da ogni dove per seguirlo e i rabbini italiani si rivolsero a lui per questioni religiose difficili. Divenne allora noto col nome di RaSHA, acronimo formato con le iniziali del suo nome in ebraico.
Aboab aveva una profonda conoscenza non solo della scienza ebraica, ma anche di quella profana e padroneggiò diverse lingue. Capiva il latino e il tedesco, parlava italiano e leggeva e scriveva in spagnolo. Era rigido, quasi ascetico, nella sua religiosità; digiunava molto, studiava la Legge giorno e notte e non mangiava carne nei giorni feriali. Era estremamente modesto e caritatevole, aiutava i suoi discepoli e visitava i poveri nelle loro abitazioni.
Nel 1650 fu chiamato a Venezia per ricoprire il posto di rabbino capo. Qui rimase coinvolto in una controversia riguardante Sabbatai Zevi e il suo apostolo Nathan di Gaza. Questi confessò ad Aboab, presidente del Bet Din (tribunale rabbinico), che le profezie che aveva fatto riguardo al carattere messianico di Zevi, erano state in realtà delle frodi.
In età avanzata Aboab divenne vittima di circostanze sfortunate. Problemi familiari e una grave malattia lo colpirono e a 80 anni fu costretto a lasciare Venezia e la sua famiglia e a vagare di luogo in luogo. Solo poco prima della morte ricevette il permesso dal doge e dal senato di Venezia di tornare in città e di riassumere l'incarico, che in sua assenza era stato ricoperto dal figlio Joseph, a cui somigliava in religiosità e modestia. Prima della sua morte, chiamò tutti insieme i suoi quattro figli Abraham, David, Jacob e Joseph e li scongiurò di non nominare mai invano il nome di Dio, di essere scrupolosamente onesti in tutti i loro affari, di non calunniare mai, di non dare mai a nessuno alcun epiteto sprezzante, ma di preoccuparsi dell'educazione dei giovani e frequentare quotidianamente la sinagoga.
Il rabbino Joshua (Joseph) ben David di Venezia compose una elegia sulla sua morte, pubblicata nella raccolta di poesie Kos Tanhumim (Venezia, 1707).

## Opere
- Debar Shemuel ("Parola di Samuele"), raccolta di decisioni rabbiniche (Venezia, 1702)
- Sefer ha-Zikronot (anonimo), trattato di condotta etica (Venezia, 1650).